# Allée des Refuzniks
Pour les articles homonymes, voir Refuzniks.
L’allée des Refuzniks est une voie publique du 7e arrondissement de Paris.  

## Situation et accès
Cette allée piétonne se trouve à l'ouest du Champ-de-Mars.

## Origine du nom
Ce nom a été donné à cette allé en mémoire des refuzniks soviétiques, c’est-à-dire des Juifs d'URSS, candidats à l'émigration, retenus contre leur gré dans ce pays.

## Historique
Cette voie publique a reçu son nom par l’arrêté municipal du 16 juin 1986, Jacques Chirac étant maire de Paris.